# Dimitri Carlos Zozimar
Dimitri Carlos Zozimar hay đơn giản Carlos (sinh ngày 16 tháng 2 năm 1988) là một cầu thủ bóng đá người Madagascar. Hiện tại anh thi đấu ở Thai League 4 với Pattani F.C.. Trước đó, anh thi đấu ở Championnat de France amateur cho SO Romorantin, với đồng đội ở đội tuyển Claudio Ramiadamanana.
Anh trước đây cũng thi đấu cho AA Antsirabe.